# Мексиканське протистояння

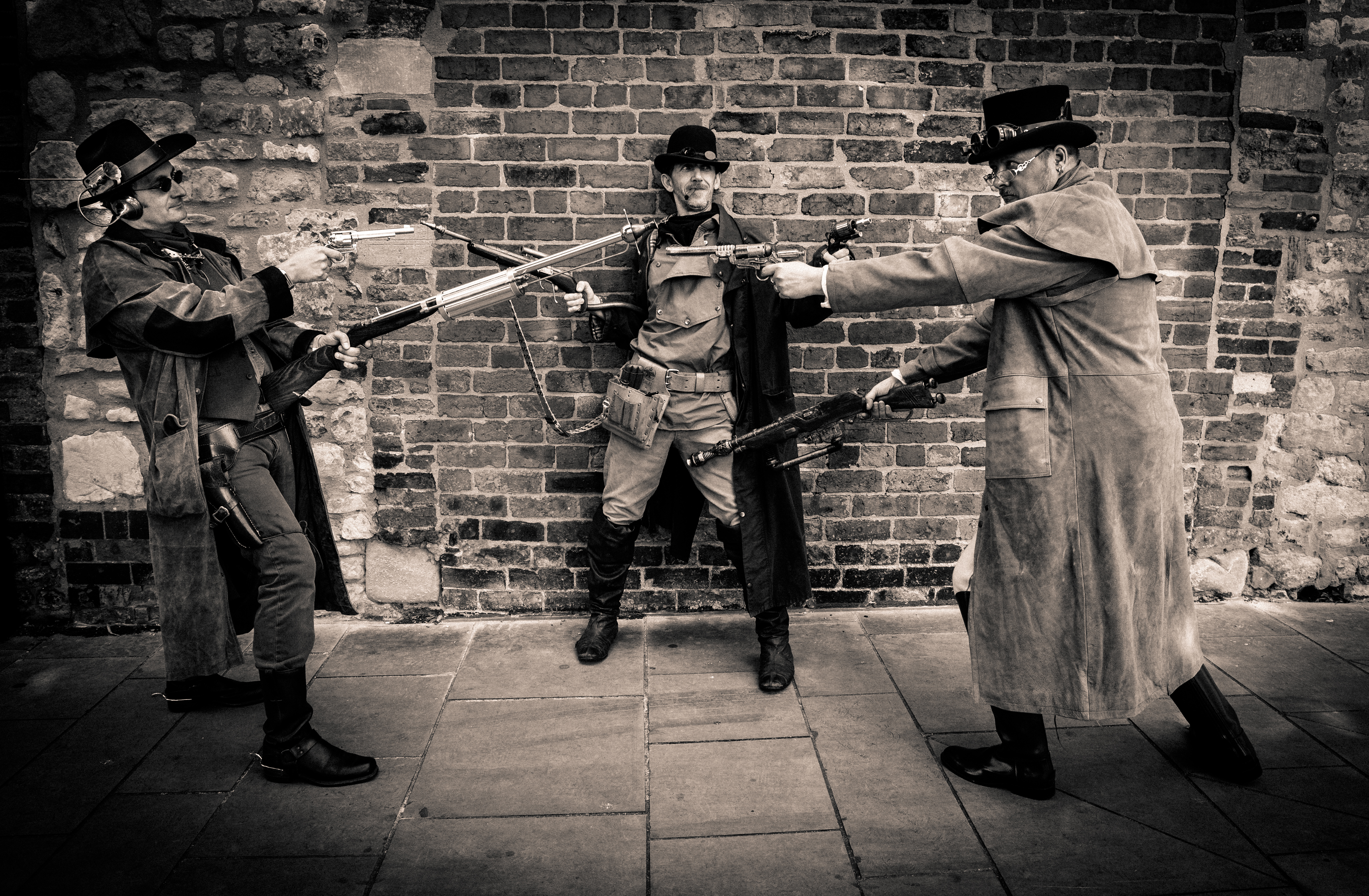
Відтворення мексиканського протистояння фанатами стімпанку

Мексиканське протистояння (англ. Mexican standoff, Mexican stand-off), у загальному значенні — конфлікт, у якому для всіх учасників одночасно неможливо як перемогти, так і легко вийти з конфронтації.
Часто так називають різновид дуелі між трьома, а не двома противниками. Суттєва відмінність від «класичної» дуелі полягає в тому, що вищі шанси на перемогу має не найшвидший стрілець, а той, хто стріляє другим: перший дуелянт цілить в одного з противників, а переможець стріляє в нього самого
Ситуація має багато психологічних й інших штучних аналогів. Наприклад, схожа ситуація спостерігається в шаховій грі і має назву цугцванг (будь-який хід першого гравця стає програшним). 
Украй напружена ситуація та гра нервів у мексиканському протистоянні, де перемагає найвитриманіший, зробила цей термін популярним для позначення різних протистоянь (у тому числі між двома противниками), політичних конфліктів тощо: говорячи про «мексиканське протистояння», мають на увазі ситуацію, коли той, хто не витримує і починає діяти, неминуче наражається на смертельну небезпеку. Яскравим прикладом є Карибська криза восени 1962 року навколо радянської ядерної зброї на Кубі.
У фінансових колах термін «мексиканське протистояння» (Mexican stand-off) використовують на позначення ситуації, коли одна із сторін вимагає для себе щось (наприклад, у перемовинах щодо концесії) і, на думку другої сторони, не пропонує взамін нічого рівного за ціною. Друга сторона відмовляється вести перемовини. Тобто, обидві сторони, які могли б мати ви́году від домовленості, не погоджуються з адекватністю компенсації, внаслідок чого домовленість не досягається.
Мексиканське протистояння — поширений сюжет у багатьох художніх фільмах, зокрема у сценах, де кілька озброєних персонажів тримають одне одного під прицілом (вестерни, поліцейські бойовики тощо). Одним із відомих сучасних прибічників мексиканського протистояння в кіно є режисер Джон Ву, який неодноразово використовував цю ситуацію у своїх кінофільмах.

## Походження терміна
Вислів мексиканське протистояння використовується щонайменше із 1890-х років. Різні тлумачні словники по-різному описують його етимологію: одні стверджують, що термін має австралійське походження (наприклад, Cambridge Advanced Learner's Dictionary), інші посилаються на часи американо-мексиканської війни (1846—1848), або мексиканських бандитів другої половини XIX століття.
Перше згадування «мексиканського протистояння» в дещо іншому сенсі міститься в короткому оповіданні, надрукованому в газеті "Sunday Mercury" (Нью-Йорк) 19 березня 1876 року. Мексиканський бандит, захопивши американця, пропонує обрати між утратою грошей чи життя: «Нумо! — сказав він суворо. — Назвемо це протистоянням, мексиканським протистоянням, ти втратиш свої гроші, але збережеш своє життя!» (Оригінальна цитата: "Go-!" said he sternly then. "We will call it a stand-off, a Mexican stand-off, you lose your money, but you save your life!")

## Приклади мексиканського протистояння в популярних фільмах
- Хороший, поганий, злий (1966)
- Найманий убивця (1989)
- Круто зварені (1992)
- Скажені пси (1992)
- Справжнє кохання (1993)
- Кримінальне чтиво (1994)
- Природжені вбивці (1994)
- В останній момент (1995)
- Ненависть (1995)
- Скеля (1996)
- Без обличчя (1997)
- Урятувати рядового Раяна (1998)
- Ворог держави (1998)
- Три королі (1999)
- Мумія (1999)
- Шанхайський полудень (2000)
- Час розплати (2003)

Мексиканське протистояння у фільмі Квентіна Тарантіно «Скажені пси» (1992, фрагмент кадру)

- Матриця: Революція (2003) — у протистоянні беруть участь кілька десятків осіб
- Зомбі на ім'я Шон (2004)
- Доміно (2005)
- Містер і місіс Сміт (2005)
- Мюнхен (2005)
- Пірати Карибського моря: На краю світу (2007) — у протистоянні беруть участь п'ять осіб
- Постал (2007)
- Трансформери (2007)
- Гітмен (2007)
- Безславні виродки (2009)
- Вітаємо у Зомбіленді (2009)
- Трансформери 3 (2011) — двоє автоботів проти двох десептиконів
- Голодні ігри (2012)